# Sára Salkaházi
Dans le nom hongrois Salkaházi Sára, le nom de famille précède le prénom, mais cet article utilise l’ordre habituel en français Sára Salkaházi, où le prénom précède le nom.
Sára Salkaházi, née le 11 mai 1899 à Kassa et morte le 27 décembre 1944 à Budapest, est une religieuse catholique hongroise des sœurs du Service Social qui a sauvé la vie d'une centaine de Juifs pendant la Shoah, au cours de la Seconde Guerre mondiale. Elle a été reconnue comme Juste parmi les nations par le mémorial de Yad Vashem et béatifiée le 17 septembre 2006 par le pape Benoît XVI.

## Vie dans le siècle
Sara Salkaházi appartient à une famille bourgeoise d'origine allemande. Jeune femme, elle travaille à différents emplois, y compris ceux de relieuse, de journaliste et de rédactrice pour un journal. À cette époque, sa vie religieuse n'est guère portée à la piété, et par moments elle flirtait même avec l'athéisme. Avant d'entrer au couvent elle s'est fiancée, mais a bien vite rompu son engagement.

## Vie religieuse
Elle prononce ses vœux chez les Sœurs du service social en 1930. Son rêve est d'être envoyée dans les missions au Brésil, mais cela ne peut se réaliser, dans les premières années parce qu'elle passe pour avoir un caractère « difficile », et par la suite en raison de la Seconde Guerre mondiale qui vient d'éclater.
Au cours des derniers mois du conflit, elle aide à mettre à l'abri des centaines de Juifs dans un immeuble qui appartient aux Sœurs du service social à Budapest. En tant que sœur responsable de la maison, elle fait secrètement la promesse à Dieu, en présence de sa supérieure, d'être toujours prête à se sacrifier elle-même pour que les autres sœurs sortent indemnes de la guerre. Le récit et le texte de son engagement ont été conservés dans son journal.

## Martyre
Dénoncée aux autorités par une femme qui travaillait dans la maison des sœurs, elle fut arrêtée par des membres du parti pro-nazi hongrois, les Croix fléchées, en même temps que les Juifs qu'elle protégeait. À la vérité elle était absente au moment des arrestations et aurait pu s'enfuir, mais elle choisit pourtant de revenir. Les prisonniers furent emmenés sur les rives du Danube et abattus, avec quatre femmes juives et un auxiliaire chrétien qui n'appartenait pas à cette congrégation. Le corps de la religieuse ne fut jamais retrouvé. Les meurtres ont été découverts en 1967, au cours du procès de certains anciens membres des Croix fléchées.
En 1969, son nom fut enregistré à Yad Vashem, où elle avait été proposée par la fille de l'une des femmes juives qu'elle avait cachées et qui avait été abattue à ses côtés. Elle a été reconnue comme Juste parmi les nations en 1972. Son nom est également  inscrit au mémorial des Justes de la grande synagogue de Budapest, avec ceux de Raoul Wallenberg, Giorgio Perlasca, Ángel Sanz Briz, Carl Lutz, Angelo Rotta, Friedrich Born, Per Anger...

## Béatification

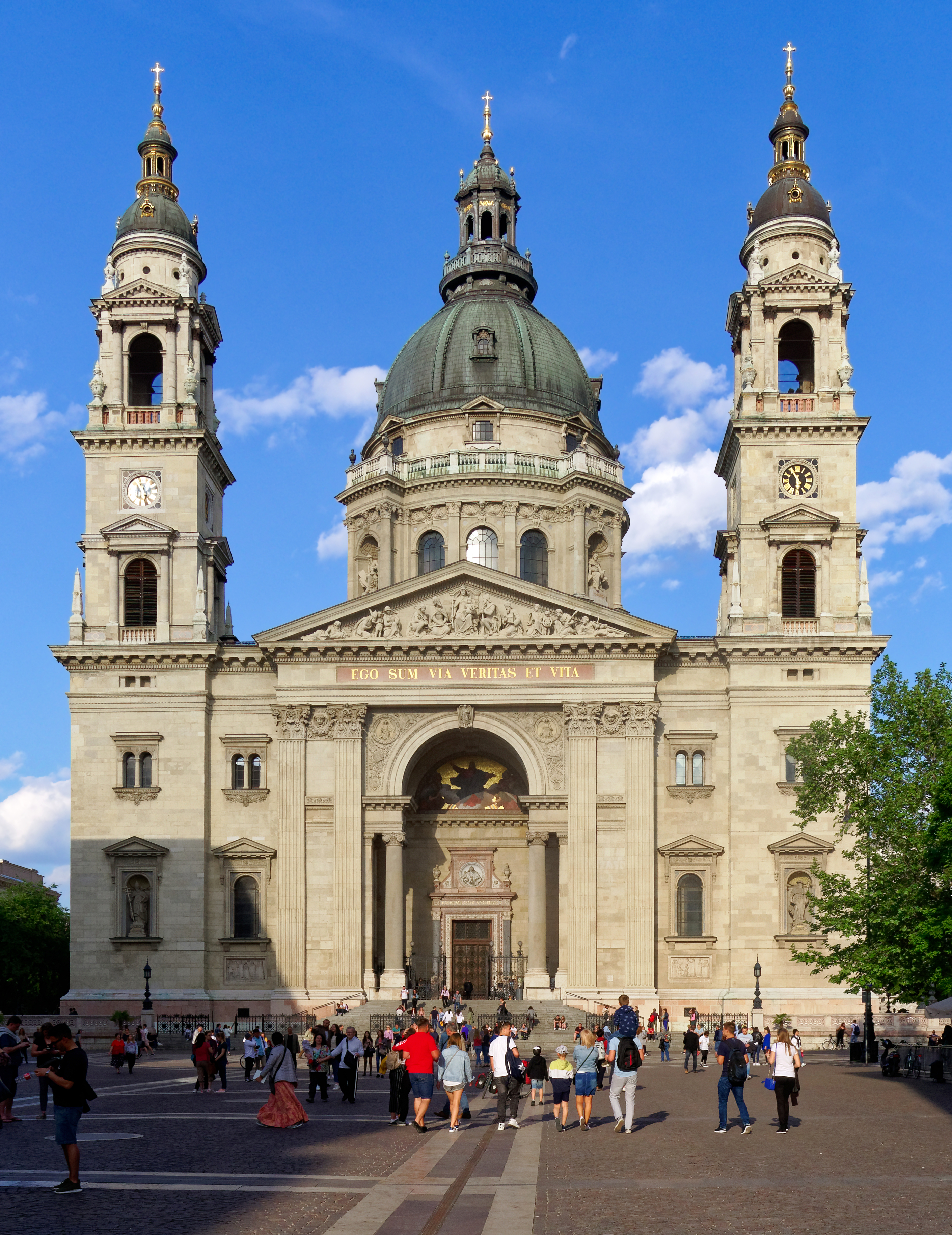
La basilique Saint-Étienne de Pest

Le 17 septembre 2006, sœur Sára fut béatifiée par le pape Benoît XVI ; la proclamation a été lue par le cardinal Péter Erdő au cours d'une messe en plein air célébrée devant la basilique Saint-Étienne de Pest à Budapest. Il y était dit notamment : « Elle était prête à assumer des risques pour les persécutés [...] pendant les jours de grande terreur. Son martyre est toujours d'actualité... et il nous montre sur quoi se fonde notre humanité. » C'est la première béatification à avoir eu lieu en Hongrie depuis celle du roi saint Étienne Ier de Hongrie, béatifié en 1083 en même temps que son fils Imre et l'évêque italien Gérard de Hongrie, qui avaient contribué à la conversion de la Hongrie au christianisme.
S'exprimant au cours de la messe, le rabbin József Schweitzer a dit de sœur Sara : « Je sais par expérience personnelle... combien en ces temps-là il était dangereux et héroïque d'aider les Juifs et de les sauver de la mort. Puisant sa force dans sa foi, elle a conservé le commandement de l'amour et jusqu'à la mort. »

### Sources
- (en) Cet article est partiellement ou en totalité issu de l’article de Wikipédia en anglais intitulé « Sára Salkaházi » (voir la liste des auteurs).
- « Catholic Church to beatify Hungarian nun who saved Jews in World War II », 4 septembre 2006, The Jerusalem Post
- Beatification for Hungarian nun executed for saving Jews Catholic News